# Creaționism evoluționist
Creaționismul evoluționist (numit și evoluționism teist) pornește de la ideea creării Universului de către Dumnezeu din nimic. Dar, militând pentru o retragere a lui Dumnezeu în raport cu lumea sau pentru o proniere de un tip mai special, acest curent adaugă la Creație și evoluționismul. 
Astfel, în concepția acestui curent, după ce Dumnezeu a creat lumea ea a fost supusă unor legi evoluționiste, care au determinat o schimbare a speciilor dintr-una într-alta, până la formele actuale. Această formă de creaționism a apărut la finalul secolului al XVII-lea și începutul secolului al XVIII-lea printre savanții deiști ai vremii (Newton, Voltaire, Hobbes, Paine, etc.) și după declinul ei printre savanți odată cu Hume, și-a găsit o nouă vocație ca model sincretic de viziune despre lume ce facilitează acceptarea de către individ a cunoștințelor științifice însușite prin educația generală, fără a respinge credințele religioase tradiționale.
„Într-o formă sau alta, evoluționismul teist este viziunea asupra creației predată în majoritatea seminariilor protestante mainline și este poziția oficială a Bisericii Catolice.”
Pe de altă parte, „Answers in Genesis”, o organizație fundamentalistă americană pentru apologetica creștină, nu acceptă acest concept, susținând că „Evoluția teistă este o amenințare semnificativă pentru biserica creștină. Acesta subminează chiar fundamentul credinței creștine și îi determină pe oameni să se îndoiască de adevărul Scripturii.”